# 배다리초등학교
배다리초등학교는 대한민국 경기도 평택시에 있는 공립 초등학교이다.

## 학교 연혁
- 2021년 7월 1일 : 교명 배다리초등학교 선정[2]
- 2022년 9월 1일 : 개교

## 같이 보기
- 배다리중학교